# 真狩温泉
真狩温泉（まっかりおんせん）は、北海道虻田郡真狩村字緑岡にある温泉。
　

## 泉質
- ナトリウム－塩化物・硫酸塩・炭酸水素塩泉（低張性弱アルカリ性高温泉）
  - 源泉温度54度、pH 7.8（弱アルカリ性）湧出量毎分45リットル
  - 無色透明、微弱塩味、無臭[1]。湧出時は無色だが時間経過によって淡い黄色を呈する。

## 温泉地
- 日帰り入浴施設である「まっかり温泉」が存在する。加水掛け流し方式。露天風呂からは羊蹄山を仰ぎ見る。

## 歴史
- 1994年(平成6年) - 開湯

## アクセス
- 鉄道：JR北海道函館本線倶知安駅から車で約30分